# Ryan Lancaster
Ryan Lancaster (Estados Unidos, 5 de octubre de 1985) es un exbaloncestista profesional estadounidense que, con 1,93 metros, jugaba en la posición de escolta o de base.

## Secundaria
Lancaster fue criado en Galloway, Nueva Jersey. En su primer año en la Holy Spirit High School de Absecon, Nueva Jersey, jugó en gran nivel para los Spartans, el equipo del colegio. Luego fue transferido a la Egg Harbor Township High School del Municipio de Egg Harbor, también en Nueva Jersey, donde pasó un año entero sin jugar. 
Pese a la inactividad, en el verano de 2002 el joven baloncestista participó en algunos campos de entrenamiento donde fue observado por reclutadores de equipos de la NCAA, quienes comenzaron a enviarle ofertas para sumarse a sus instituciones. 
En sus últimos dos años como estudiante de nivel medio Lancaster pudo jugar con los Eagles, siendo seleccionado en ambas ocasiones como parte del quinteto ideal de su liga y promediando 23 puntos en su última temporada en la Egg Harbor Township High School. 

## Universidad
Lancaster fue reclutado por el entrenador Alfred Johnson para que jugase en los Holy Family Tigers, un equipo de la Central Atlantic Collegiate Conference de la División II de la NCAA. 
Durante sus cuatro años de carrera universitaria, Lancaster fue seleccionado como jugador All-Conference tres temporadas consecutivas. En su temporada como senior, el equipo alcanzó las finales de la NCAA por primera vez en la historia de la institución. Durante su carrera en la universidad logró 1636 puntos, siendo el séptimo anotador histórico de la universidad.

## Profesional
Al graduarse en 2008, Lancaster comenzó su breve carrera como baloncestista profesional. De ese modo firmó un contrato por un año con el TV 1862 Langen de la ProA de Alemania. Durante esa temporada promedió 4.6 puntos (39.3% de tiros de campo) y 1.3 rebotes por juego. 
Al término de la temporada se unió a la gira de exhibición "Spinning the Globe" de los Harlem Globetrotters y Washington Generals, jugando para este último equipo en distintos escenarios de Europa.
En la temporada 2009-2010 fue parte del Gimle Basket, equipo de la BLNO de Noruega. Allí promedió 17.2 puntos por partido.
Luego de ello haría su última experiencia en el baloncesto profesional, actuando para el Indervalle del Baloncesto Profesional Colombiano.